# Ксанфомалити, Леонид Васильевич
Леони́д Васи́льевич Ксанфомали́ти (28 января 1932, Керчь — 7 сентября 2019, Москва) — советский и российский учёный, астрофизик, специалист по исследованию планет солнечной системы, популяризатор науки; доктор физико-математических наук, профессор, заслуженный деятель науки Российской Федерации (1999), член Научного совета РАН по астробиологии, член комиссии РАН по космической топонимике, главный научный сотрудник и руководитель лаборатории фотометрии и ИК-радиометрии Отдела физики планет и малых тел Солнечной системы Института космических исследований РАН. Автор более 300 научных публикаций, в том числе 4 книг (научные и научно-популярные монографии).

## Научная деятельность
Родился 28 января 1932 года в Керчи в семье инженера Василия Николаевича Ксанфомалити и Лидии Николаевны Михайловой.
В 1958—1967 годах был сотрудником Абастуманской астрофизической обсерватории, где прошел путь от младшего научного сотрудника до заведующего лабораторией астрономической радиоэлектроники (его непосредственным руководителем был глава отдела Луны и планет В. П. Джапиашвили).
В 1963 году защитил диссертацию на степень кандидата физико-математических наук по теме «Поляриметрия Луны на основе электронной техники», а в 1977 году защитил диссертацию на степень доктора физико-математических наук, её тема: «Тепловая асимметрия Венеры».
Работая в ИКИ РАН, практически с его основания, выполнил 19 успешных космических экспериментов по исследованию Венеры, Марса, его спутника Фобоса и кометы Галлея.
21 декабря 1978 года разработанный Ксанфомалити высокочувствительный радиоприемник-спектроанализатор длинных и сверхдлинных волн «Гроза» (его детектор реагировал на магнитную составляющую электромагнитного поля), установленный на десантном аппарате «Венера-12», впервые зафиксировал в венерианской атмосфере электромагнитные импульсы, интерпретированные как электрические разряды молний. До того дня было доподлинно известно о существовании молний только на одной планете – Земля. В январе 1979 года, огромные молнии тысячекилометровой протяженности на Юпитере обнаружит американская АМС «Вояджер-1». 26 мая 1761 года М. В. Ломоносов открыл атмосферу Венеры, а спустя двести с лишним лет Ксанфомалити обнаружил в венерианской атмосфере молнии.
25 декабря 1978 года прибор «Гроза», установленный на десантном аппарате «Венера-11», также зарегистрировал электромагнитные всплески от венерианских молний. А 28 декабря 1978 года венерианские молнии зафиксировал еще и плазменный детектор OEFD (Orbiter Electric Field Detector; реагировал на электрическую составляющую электромагнитного поля), разработанный Фредом Л. Скарфом (Scarf) и установленный на американском орбитальном аппарате «Пионер-Венера-1».
1 и 5 марта 1982 года регистрацию электрических разрядов на Венере выполняли модифицированные приборы Ксанфомалити «Гроза»-2, установленные на десантных аппаратах «Венера-13» и «Венера-14». В состав «Грозы»-2 входили также акустический микрофон, с помощью которого Ксанфомалити измерил скорость ветра у поверхности (она составила 0,3—06 м/с), и миниатюрный сейсмометр, зафиксировавший два небольших толчка (микросейсма) на 1217-й и 1417-й секундах своей работы на поверхности.
Первоначально Ксанфомалити полагал, что, как и на Земле, молнии на Венере возникают в облачном слое. Однако затем анализ всех данных, собранных приборами «Гроза» и OEFD, привел его к выводу, что в большинстве своем электрические разряды возникают в нижней тропосфере (до 30 километров над поверхностью), что почти на 20 километров ниже нижней границы облачного слоя. В результате Ксанфомалити впервые предложил концепцию современного вулканизма на Венере: электрические разряды должны возникать над огромными извергающимися вулканами в основном в областях Бета, Феба и Атла.
В 1999—2008 годах методом сверхкоротких экспозиций выполняет серию наблюдений Меркурия в нескольких обсерваториях: Абастуманской, Скинакас (Крит), Стьюард и Маунт-Бигелоу (обе – Аризона), САО РАН (станица Зеленчукская, Карачаево-Черкесия), Пик Терскол (Кабардино-Балкария) .
В 2012 году на основе результатов применения современных методов обработки изображений к фотоснимкам, полученным советскими космическими аппаратами «Венера-9», «Венера-13» и «Венера-14», высказал сенсационную гипотезу о возможном обнаружении жизни на поверхности Венеры.
24 января 2000 года решением Международного астрономического союза малой планете № 7394, открытой Н. С. Черных 18 августа 1985 года, присваивается имя Xanthomalitia – в честь первооткрывателя электрической активности атмосферы Венеры Л. В. Ксанфомалити.
В 2019 году вместе с соавторами опубликовал большой обзор в журнале «Успехи физических наук».
Скончался в городе Москве, урна с прахом захоронена в колумбарии 6, секции 2 на территории крематория Хованского кладбища.

## Труды и публикации
- Ксанфомалити Л. В. Планеты, открытые заново. М.: Наука, 1978.
- Ксанфомалити Л. Находки в SNC-метеорите ALH 84001 // Астроном. вестник. 1997. Т. 31. № 3.
- Ксанфомалити Л. Парад планет. М.: Наука, 1997.
- Ксанфомалити Л. Спор о происхождении находок в метеорите ALH 84001 продолжается // Астроном. вестник. 1998. Т. 32. № 6.
- Ксанфомалити Л. Поиск систем внесолнечных планет с помощью спектрального метода лучевых скоростей и астрометрии // Астроном. вестник. 1999. Т. 33. № 6.
- Ксанфомалити Л. Внесолнечные планетные системы // Астроном. вестник. 2000. Т. 34. № 6.
- Ксанфомалити Л. В. 24 Генеральная ассамблея МАС, симпозиум 202 «Планетные системы во Вселенной» // Астроном. вестник. 2001. Т. 35. № 2.
- Ксанфомалити Л. В.,  Зелёный Л. М., Пармон В. Н., Снытников В. Н. Гипотетические признаки жизни на планете Венера: ревизия результатов телевизионных экспериментов 1975—1982 гг. // УФН (2019) 189 403–432.
- Ксанфомалити Л. В. До востребования // Нева. 2023. № 11.